# Ground Truth
Ground Truth (übersetzt in etwa „Bodenwirklichkeit“, treffender mit Feldvergleich zu benennen) bezeichnet in der Fernerkundung und Kartografie direkt durch Geländeerkundung am Boden aufgenommene Informationen (Bodenproben, Fotos, Vegetationsbestimmung etc.), die zur Analyse von Fernerkundungsdaten, wie z. B. Luftaufnahmen, Satellitenbildern oder anderen, genutzt werden.
Durch Ground-Truth-Daten ist es möglich, Fernerkundungsdaten präziser zu klassifizieren und das Ergebnis auf Korrektheit zu prüfen. Wenn ausschließlich nur mit Fernerkundungsdaten gearbeitet wird, können diese Daten oft nicht eindeutig zugeordnet werden. Zum Beispiel könnte es Probleme bei der Unterscheidung von Mais-Feldern und Sonnenblumen-Feldern geben, weil beide auf Fernerkundungsdaten ähnliche Merkmalsausprägungen (ähnliche Rückstreuung in verschiedenen Spektralbereichen) haben. Die aufgezeichneten Informationen lassen sich also erst dann ausreichend korrekt zuordnen, wenn an einigen Stellen im Gelände exemplarisch Daten aus einem Feldvergleich verfügbar sind.
Ground-Truth-Daten können vor, während oder nach einer Befliegungskampagne erhoben werden. Ersatzweise können Ground-Truth-Daten auch aus anderen – nicht vor Ort bestimmten – Quellen genutzt werden. 

## Weitere Bedeutungen / Abgrenzung
Der Begriff Ground Truth wird in Anlehnung an seine ursprüngliche Bedeutung auch im Maschinellen Lernen verwendet. Dabei handelt es sich um Daten, die es erlauben, die Qualität von Modellen zu überprüfen.
Von solchen Daten ist somit bekannt, welches Ergebnis sie liefern müssen.
Die Daten werden dazu vorab manuell bewertet und ggf. mit Annotationen (Kennzeichnungen) versehen.